# Alexia Fabre
Pour les articles homonymes, voir Fabre.
Alexia Fabre, née en 1967 à Bayonne, conservatrice en chef du patrimoine, est la directrice des Beaux-Arts de Paris depuis 2022.

## Carrière
Alexia Fabre commence par diriger le musée départemental de Gap (1993 à 1998), puis le musée d'Art contemporain du Val-de-Marne (MAC/VAL) de 1998 à 2022.
En 2009 et 2011, elle assure, avec Frank Lamy, la programmation de la Nuit blanche parisienne.
Elle est commissaire de la biennale Manif d'art 8 « L'art de la joie », dans les centres d'artistes, musées et la ville de Québec en 2017 et co-commissaire de l’exposition « Lune, du voyage réel aux voyages imaginaires », au Grand Palais en 2019.
En janvier 2022, elle est nommée directrice des Beaux-Arts de Paris, où elle succède à Jean de Loisy.
Le commissariat de la 17e Biennale d’art contemporain de Lyon du 21 septembre 2024 au 5 janvier 2025 intitulée "Les voix des fleuves Crossing the water" lui est confié. Alexia Fabre et Isabelle Bertolotti, directrice artistique de la Biennale internationale d’art contemporain de Lyon, ont invité 78 artistes.

### Presse
- [entretien] Marie-Laure Desjardins, « Sharing art according to Alexia Fabre », Cimaise, vol. 53, no 283,‎ juin 2006, p. 20-23.